# 森田剛
森田 剛（もりた ごう、1979年〈昭和54年〉2月20日- ）は、日本の俳優、タレント、元歌手。男性アイドルグループ・V6、Coming Century（カミセン）の元メンバー。MOSS所属。
埼玉県春日部市出身。妻は女優の宮沢りえ。

## 来歴
1993年に14歳でジャニーズ事務所に入所し、同じジャニーズJr.の三宅健と共に「剛健コンビ」と呼ばれ人気を博す。
1995年11月1日、V6のメンバーとして「MUSIC FOR THE PEOPLE」でCDデビュー。V6の年少組ユニットComing Centuryでの活動も開始する。
1996年、藤子不二雄A原作のドラマ『シャドウ商会変奇郎』に主演。
1997年、NHK大河ドラマ『毛利元就』で主役の少年期（松寿丸）・青年期を演じる。
1998年、『24時間テレビ21』でチャリティーマラソンに挑戦し100kmを完走した。
2005年に劇団☆新感線の舞台『荒神〜AraJinn〜』で舞台初主演を務める。
2008年に初のソロコンサート『GO MORITA LIVE 2008 PAINT IT BLACK』を公演。
2011年7月、主演を務める舞台『金閣寺』を、アメリカ・ニューヨークの『リンカーンセンター・フェスティバル』で公演。
2016年公開の映画『ヒメアノ〜ル』で単独での映画初主演。 
2018年3月16日、2016年に主演を務めた舞台『ビニールの城』で共演した宮沢りえと結婚（宮沢は再婚）したことを、V6のファンクラブ会員に向け封書で報告。
2021年3月12日、ジャニーズ事務所を通じて、同年11月1日をもって事務所を退所することと、これに伴いV6も解散となることが合わせて発表された。
2021年11月1日、V6が解散（同時にComing Centuryも活動終了）。それに伴いソロタレントとなり、ジャニーズ事務所を退所し、翌日の11月2日、妻の宮沢りえと共に設立した新事務所「MOSS」の所属となる。12月1日には公式サイトとTwitterを開設した。

## 人物
3歳年下の妹がいる。私生活では大のボウリング好きである。マイボールは7個所有して使い分けており、最高スコアは290。
ダンスの上手さには定評があり、中居正広からは「上手に力を抜いてダンスをするが、止まるところで誰よりも止まる」「色っぽさもある」と評され、滝沢秀明から「ダンスが上手すぎてヤバイ男」と評されている。

## 出演

### テレビドラマ
- 半熟卵（1994年、フジテレビ） - 中井順 役
- 大河ドラマ（NHK総合）
  - 八代将軍吉宗（1995年）[6] - 柳沢吉里 役
  - 毛利元就（1997年） - 松寿丸（毛利元就）、幸鶴丸（毛利輝元） 役
  - 平清盛（2012年） - 平時忠 役[20]
- 毎度おジャマしまぁす（1995年、TBS） - 天地啓介 役
- ミラクル仮面高校生（1995年、ABC） - 主演・影山洋平 役
- Vの炎（1995年、フジテレビ）- 森田剛・林 役（V6主演）（一人二役）
- ザ・シェフ（1995年、日本テレビ） - 松本剛 役
- シャドウ商会変奇郎（1996年、テレビ朝日） - 主演・変奇郎 役
- ひとつ屋根の下2（1997年、フジテレビ） - 望月章吾 役
- PU-PU-PU-（1998年、TBS）- 主演・丹下隼人 役（Coming Century主演）
- 新・俺たちの旅Ver.1999（1999年、日本テレビ） - 主演・ 津村浩介（カースケ）役（Coming Century主演）
- 疾風のように（1999年、NHK総合） - 主演・ 水島一樹 役
- 月下の棋士（2000年、テレビ朝日） - 主演・氷室将介 役
- 嫁はミツボシ。（2001年、TBS） - 新庄悟 役
- 君を見上げて（2002年、NHK総合） - 主演・高野章二 役
- ランチの女王（2002年、フジテレビ） - 矢崎修史 役
- 演技者。「マシーン日記」（2003年、フジテレビ） - 主演・ミチオ 役
- 劇団演技者。「激情」（2004年、フジテレビ） - 主演・菅原裕一 役
- 零のかなたへ〜THE WINDS OF GOD〜（2005年、テレビ朝日） - 袋金太、福本貴士 役
- 喰いタン（日本テレビ） - 野田涼介 役
  - 喰いタン（2006年）
  - 喰いタンSP 香港ぜんぶ食べちゃうぞ! 編（2006年）
  - 喰いタン2（2007年）
- リスクの神様（2015年、フジテレビ） - 結城実 役[21]
- ハロー張りネズミ（2017年7月14日 - 9月15日、TBS） - 木暮久作 役[22][23]
- インフォーマ（2023年1月20日 - 3月24日、関西テレビ） - 冴木亮平 役[24]
- NHKスペシャル『アナウンサーたちの戦争』（2023年8月14日、NHK総合） - 和田信賢 役[25]

### 映画
- COSMIC RESCUE（2003年7月11日公開） - 南條俊（Coming Century主演）
- ハードラックヒーロー（2003年9月28日公開） - 藤田ケンジ（V6主演）
- ホールドアップダウン（2005年10月28日公開） - 平松勝（V6主演）
- 人間失格（2010年2月20日公開） - 中原中也 役[26]
- ヒメアノ〜ル（2016年5月28日公開） - 主演・森田正一 役[12]
- DEATH DAYS（短編映画）（2021年12月29日・30日・31日公開） - 主演[27]
  - DEATH DAYS 劇場版（2022年3月12日公開）[28][29]
- 前科者（2022年1月28日公開） - 工藤誠 役[30]
- 白鍵と黒鍵の間に（2023年10月6日公開） - 謎の男“あいつ” 役[31]
- 劇場版 アナウンサーたちの戦争（2024年8月16日公開） - 主演・和田信賢 役[32]
- 雨の中の慾情（2024年11月29日） - 伊守 役[33]

### 舞台
- ANOTHER（1993年8月6日 - 15日、京都南座）
- 荒神〜AraJinn〜（2005年3月7日 - 29日、青山劇場 / 4月3日 - 9日、大阪厚生年金会館） - 主演・ジン 役[9]
- いのうえ歌舞伎☆號『IZO』（2008年1月8日 - 2月3日、青山劇場 / 2月10日 - 19日、シアターBRAVA!） - 主演・岡田以蔵 役[34]
- 血は立ったまま眠っている（2010年1月18日 - 2月16日、Bunkamuraシアターコクーン / 2月21日 - 28日、シアターBRAVA!） - 主演・良 役[35]
- 金閣寺 - 主演・溝口 役
  - 2011年1月29日 - 3月13日、神奈川芸術劇場・まつもと市民芸術館・キャナルシティ劇場・愛知県芸術劇場・梅田芸術劇場[36]
  - 2011年7月21日 - 24日、ローズシアター（ニューヨーク・リンカーン・センター内）[37]
  - 2012年1月19日 - 22日、梅田芸術劇場 / 1月27日 - 2月12日、赤坂ACTシアター ※凱旋公演[38]
- 祈りと怪物〜ウィルヴィルの三姉妹〜（2013年1月12日 - 2月3日、Bunkamuraシアターコクーン / 2月9日 - 17日、シアターBRAVA!） - 主演・トビーアス 役[39]
- 鉈切り丸（2013年10月12日 - 26日、オリックス劇場 / 11月8日 - 30日、東急シアターオーブ） - 主演・源範頼 役[40]
- 夜中に犬に起こった奇妙な事件（2014年4月4日 - 20日、世田谷パブリックシアター / 4月24日 - 29日、シアターBRAVA!） - 主演・幸人 役[41]
- ブエノスアイレス午前零時（2014年11月28日 - 12月21日、新国立劇場中劇場 / 12月25日 - 29日、シアターBRAVA!） - 主演・カザマ / サン・ニコラス 役[42]
- ビニールの城（2016年8月6日 - 29日、Bunkamuraシアターコクーン） - 主演・朝顔 役[43]
- すべての四月のために（2017年11月11日 - 29日、東京芸術劇場プレイハウス / 12月8日 - 13日、ロームシアター京都サウスホール / 12月22日 - 24日、北九州芸術劇場大ホール） - 主演・呉本（呉）萬石 役[44]
- 空ばかり見ていた（2019年3月9日 - 31日、Bunkamuraシアターコクーン / 4月5日 - 10日、森ノ宮ピロティホール） - 主演・多岐川秋生 役[45]
- FORTUNE（2020年1月13日 - 2月2日、東京芸術劇場プレイハウス / 2月7日 - 9日、まつもと市民芸術館 / 2月15日 - 23日、森ノ宮ピロティホール/ 2月27日 - 3月1日、北九州芸術劇場大ホール） - 主演・フォーチュン 役[46]
- COCOON PRODUCTION 2022 DISCOVER WORLD THEATER vol.12 『みんな我が子』-All My Sons-（英語版）（2022年5月10日 - 30日[注 1]、Bunkamura シアターコクーン / 6月3日 - 8日、森ノ宮ピロティホール） - クリス・ケラー 役[48]
- ロスメルスホルム（英語版）（2023年10月28日・29日、穂の国とよはし芸術劇場PLAT / 11月3日 - 5日、キャナルシティ劇場 / 11月10日 - 12日、兵庫県立芸術文化センター 阪急中ホール / 11月15日 - 26日、新国立劇場 小劇場） - 主演・ヨハネス・ロスメル 役[49]
- Bunkamura Production 2024『台風23号』（2024年10月5月 - 27日、THEATER MILANO-Za / 11月1日 - 4日、森ノ宮ピロティホール / 11月8日・9日、穂の国とよはし芸術劇場PLAT） - 主演（間宮祥太朗とW主演）[50]
- ヴォイツェック（2025年9月23日 - 28日〈予定〉、東京芸術劇場 プレイハウス / 10月3日 - 5日〈予定〉、岡山芸術創造劇場 ハレノワ 中劇場 / 10月8日・9日〈予定〉、JMSアステールプラザ 大ホール / 10月18日・19日〈予定〉、J:COM北九州芸術劇場 大ホール / 10月23日 - 26日〈予定〉、兵庫県立芸術文化センター 阪急中ホール / 10月31日 - 11月2日〈予定〉、穂の国とよはし芸術劇場PLAT 主ホール / 11月7日 - 16日〈予定〉、東京芸術劇場 プレイハウス） - 主演・ヴォイツェック 役[51][52]

### コンサート
- GO MORITA LIVE 2008 PAINT IT BLACK（2008年10月25日 - 11月9日、東京・お台場青海J地区特設会場 Johnny's Theater）[10]

### テレビアニメ
- ドラえもん（2000年） - 本人（森田剛） 役

### 吹き替え
- サンダーバード（2004年） - バージル・トレーシー〈ドミニク・コレンソ〉 役

### 配信ドラマ
- ワンダーハッチ -空飛ぶ竜の島-（2023年12月20日、Disney+ Star） - スペース 役[53]
- インフォーマ -闇を生きる獣たち-（2024年11月7日 - 、ABEMA） - 冴木亮平 役[54]

### CM
- ベネッセ「進研ゼミ高校講座」（1998年）[55]
- 森永製菓「小枝」（2000年）[56](風間俊介と共演)
- ジェイ・ストーム「Ultra Music Power（Hey! Say! JUMP）」（2007年11月12日 - 18日）[56][57]
- サントリー「ザ・カクテルバー プロフェッショナル」（2018年4月 - 2019年4月）岩松了と共演[58]
- 野村不動産 新築分譲マンション「プラウド」スペシャルムービー（2022年） - 父・鈴本健太 役（橘茉希、森優理斗と共演）[59]

## 作品

### ソロ楽曲

#### CD収録曲
- DO YO THANG（1998年）
- candy（2007年）
- You are my everything（2009年）
- 官尾（2010年）

#### CD未収録曲
- CONTINUE〜曖昧なルール〜 - JASRAC作品コード：155-8464-0
- PAINT IT BLACK - JASRAC作品コード：155-7478-4
- SWEET ANSWER - JASRAC作品コード：155-8406-2
- COOLな感じで… -  JASRAC作品コード：155-8468-2
- ANYWAY - JASRAC作品コード：155-8404-6

#### カバー曲
- 男闘呼組「推察の最中で」 - ライブビデオ『VERY HAPPY!!!』収録。
- SMAP「FLY」 - ライブビデオ『LOVE&LIFE 〜V6 SUMMER SPECIAL DREAM LIVE 2003〜』収録。

### 参加楽曲

#### シングル
- 恋の400Mカレー（2001年12月5日） - GOタリモ&ミニカレー
- 愛しのナポリタン（2007年5月30日） - トリオ・ザ・シャキーン